# Östlicher Aurorafalter
Der Östliche Aurorafalter (Anthocharis damone) ist ein Schmetterling (Tagfalter) aus der Familie der Weißlinge (Pieridae). Das Artepitheton leitet sich von Damone, einer der fünfzig Töchter des Danaos aus der griechischen Mythologie ab.

## Merkmale
Die Männchen sind auf der Flügeloberseite schwefelgelb gefärbt und besitzen auf den Vorderflügeln orange Flügelspitzen. Diese sind eingerahmt vom schwarzen Diskoidalfleck und dunkler Beschuppung. Die Hinterflügelunterseite ist ebenfalls gelb und weist ein ähnliches, aus graugrüner Beschuppung bestehendes, Zeichnungsmuster auf wie der Aurorafalter (Anthocharis cardamines). Die Vorderflügelunterseite ist heller gelb mit ebenfalls schwarzem Diskoidalfleck, orange gefärbtem Postdiskalbereich und gelbem Apex. Der Östliche Aurorafalter besitzt einen ausgeprägten Sexualdimorphismus. Die Weibchen sind im Gegensatz zu den Männchen auf der Flügeloberseite weiß gefärbt. Deren Hinterflügelunterseite ist genauso wie die der Männchen gezeichnet und scheint oft auf die Oberseite durch. Die Vorderflügelunterseite ist ebenfalls weiß mit schwarzem Diskoidalfleck und gelbem Apex. Männliche Falter des Östlichen Aurorafalters können in ihrem Verbreitungsgebiet nur mit Anthocharis gruneri verwechselt werden. Bei Anthocharis gruneri ist die Grundfarbe der Flügeloberseite jedoch viel heller gelb und die Grundfarbe der Hinterflügelunterseite weiß, nicht gelb. Auch die Weibchen des Östlichen Aurorafalters ähneln denen von Anthocharis gruneri, besitzen aber ebenfalls eine gelbe Hinterflügelunterseite, sodass sowohl Männchen als auch Weibchen sicher von der anderen Art zu unterscheiden sind. Durch die Zeichnungsmuster besteht vor allem beim Weibchen auch Ähnlichkeit mit dem Aurorafalter (Anthocharis cardamines), dieses ist aber ebenfalls durch die auffallend gelbe Färbung der Unterseite leicht zu unterscheiden.

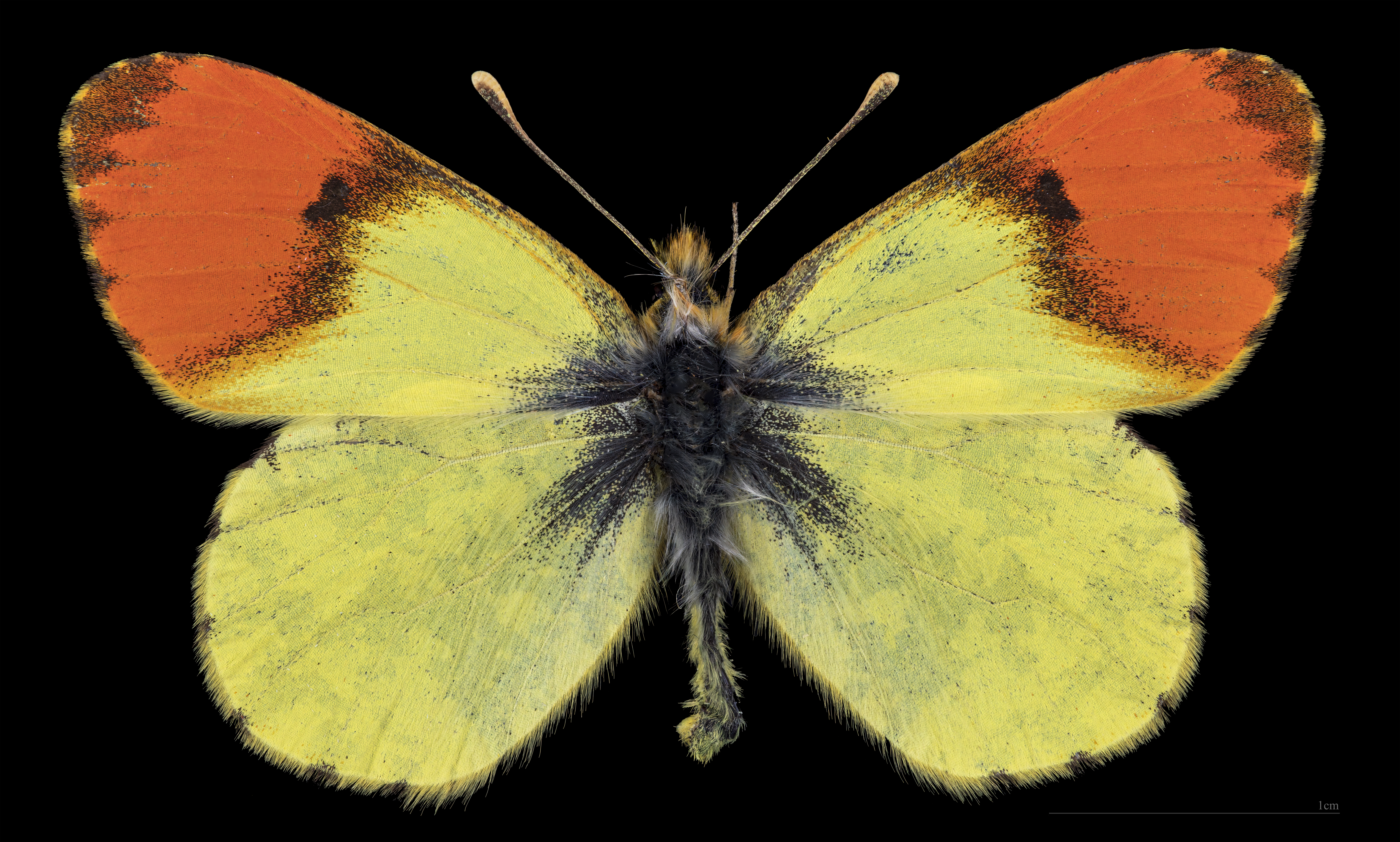
Anthocharis damone ♂
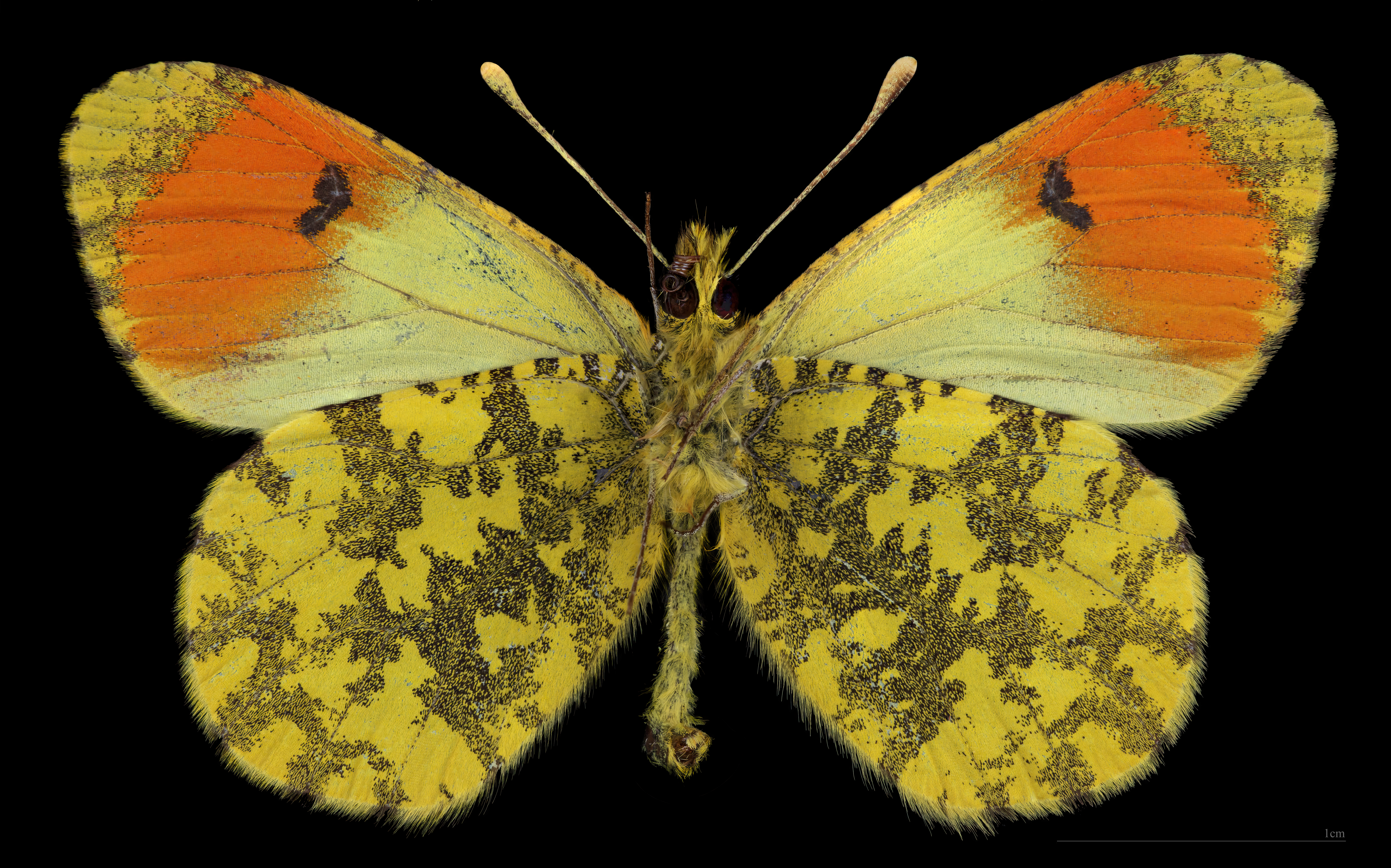
Anthocharis damone ♂   △

### Ähnliche Arten
- Anthocharis gruneri
- Aurorafalter (Anthocharis cardamines)

### Unterarten
Anthocharis damone damone (Boisduval, 1838)
Umfasst ausschließlich die Population in Italien. Der Typenfundort ist Sizilien.
Anthocharis damone eunomia (Freyer, 1851)
Umfasst alle Populationen östlich von Italien, somit Mazedonien, Griechenland, Türkei (mit Ausnahme nördlicher und zentraler Gebiete), Armenien, Aserbaidschan, Georgien, Syrien, Libanon, Nordost Irak, Westiran und Israel. Typenfundort ist die Türkei.

## Vorkommen und Lebensraum

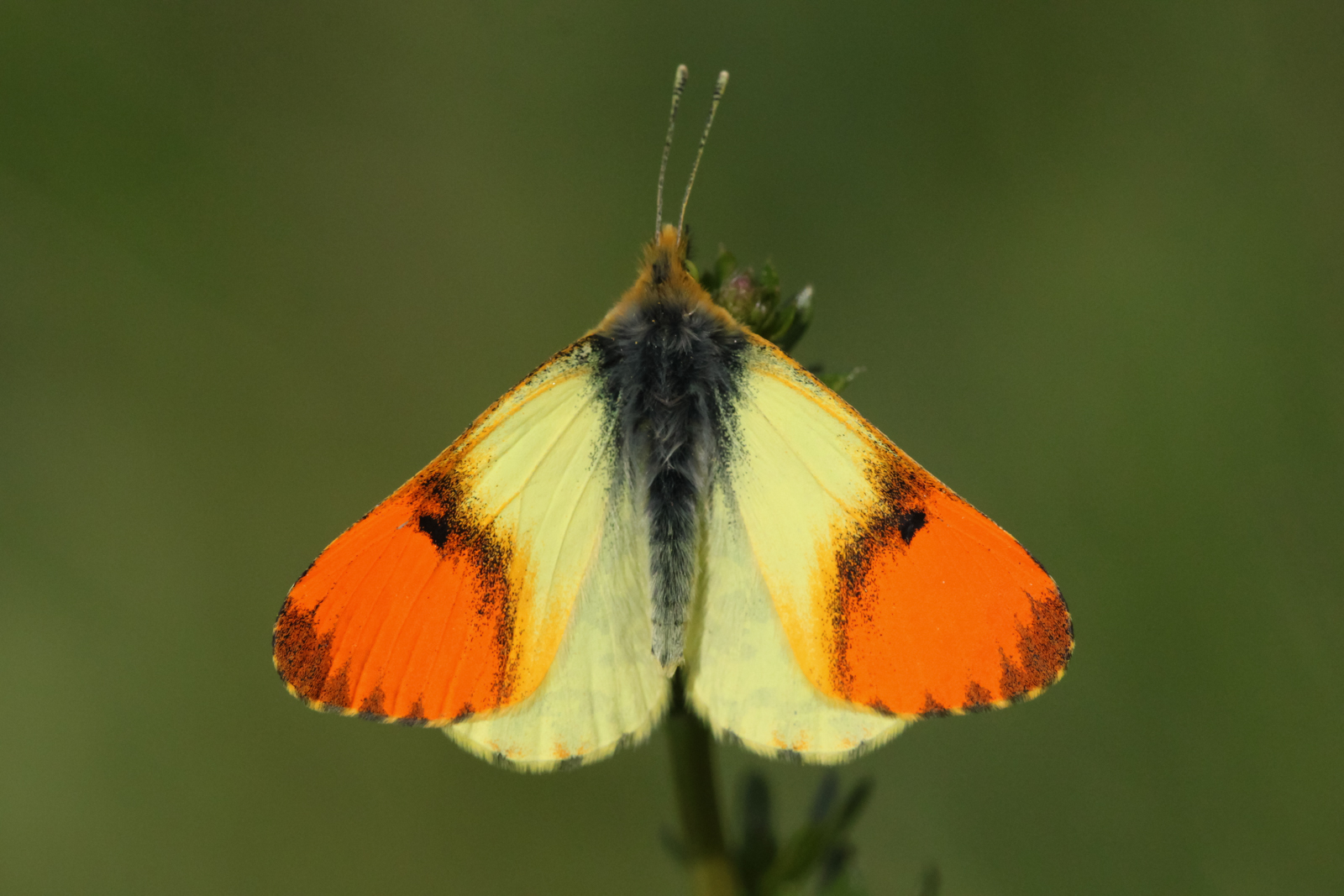
Männchen Oberseite

Der Östliche Aurorafalter ist vor allem in Europa sehr lückig verbreitet und beschränkt sich auf niedrige bis mittlere Höhenlagen von Gebirgen. Die westliche Verbreitungsgrenze liegt in Süditalien. Dort werden einige Bergregionen in Kalabrien und dem östlichen Sizilien besiedelt, so etwa der Ätna. Ähnlich auf Gebirge begrenzt sind die Vorkommen in Mazedonien und Griechenland. In Asien fliegt die Art in einem Streifen an der Südküste der Türkei und in großen Teilen der Osttürkei. Von der Türkei südlich kommt sie bis Israel und östlich bis Transkaukasien und dem Westiran vor. Der Östliche Aurorafalter fliegt in Höhenlagen von 350–1300 m, in der Osttürkei auch bis 3300 m. Das Habitat bilden lückig-bewachsene bis steinige, südexponierte, oft steile Hänge mit Kalkboden. Sowie vegetationsreiche Täler mit blühenden Wiesen und offenen, lichten Wäldern.

## Lebensweise

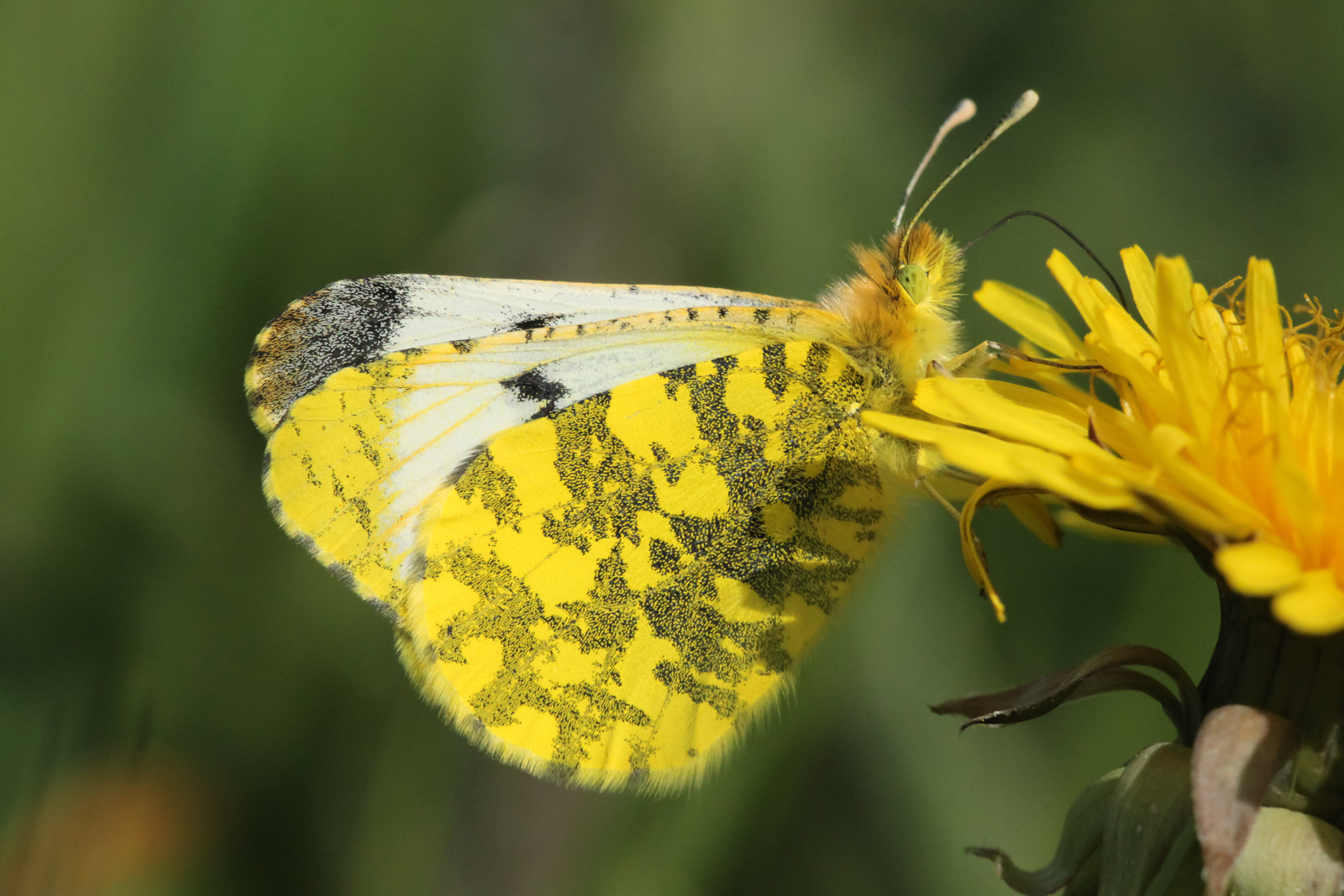
Weibchen Unterseite

Die Flugzeit beginnt in tieferen und südexponierten Lagen vereinzelt bereits Mitte März, meist aber Anfang April und dauert bis Ende Mai. In den höheren Lagen des Verbreitungsgebiets kann das Ende der Flugzeit bis Juli oder Anfang August hinausgezögert werden. Als Hauptfutterpflanze dient der Färberwaid (Isatis tinctoria). Die Falter legen die Eier meist einzeln oder in kleinen Gruppen an die Blütenknospen. Die Raupen ernähren sich von den Blütenständen und den heranreifenden, jungen Samenkapseln. Die Verpuppung erfolgt an trockenen Pflanzenstängeln, nicht selten die der Futterpflanze selbst.